# Pyrometer

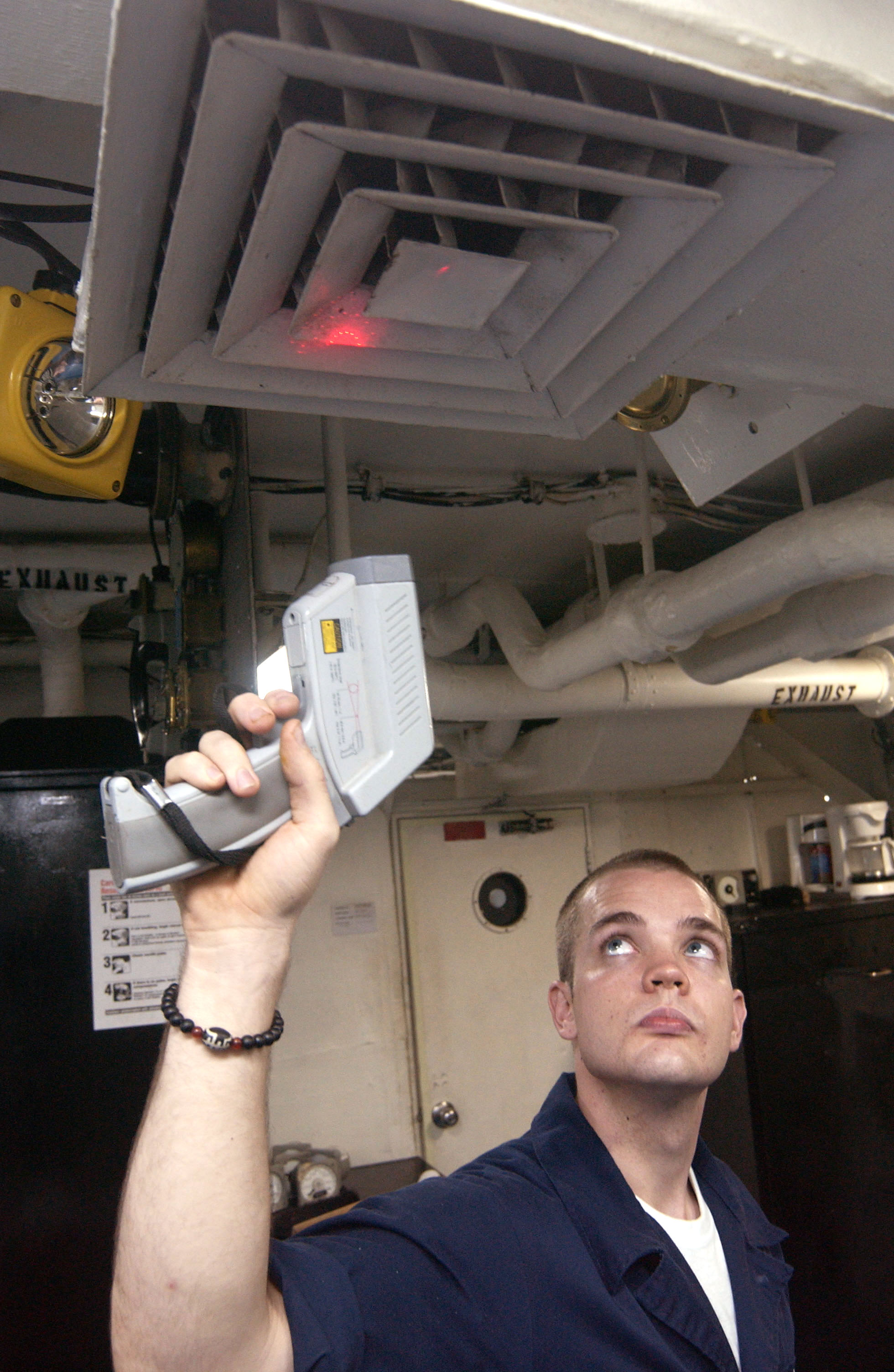
Een brandweerman controleert de temperatuur van een ventilatiekoker met een pyrometer

Een pyrometer of infrarood-thermometer is een toestel om de temperatuur op afstand – dus zonder contact – te meten. De werking van de pyrometer steunt op de verschuivingswet van Wien. De pyrometer bepaalt de temperatuur van een voorwerp uit de hoeveelheid warmtestraling die het oppervlak afgeeft. Omdat de meeste voorwerpen geen zwarte stralers zijn, is emissiviteit nodig van het te meten voorwerp om de pyrometer te kalibreren. Een laserstraal wordt hierbij als hulpmiddel gebruikt om de temperatuur op exacte plek te meten.  
Pyrometers vinden toepassingen in onder meer de isolatietechniek (opsporen van warmtelekken), horeca (temperatuurmeting levensmiddelen en bij brouwprocessen), scheikundige nijverheid en in de metallurgie. In de wegenbouw meet men er de temperatuur van het asfalt mee.
Pieter van Musschenbroeck bouwde in 1729 een toestel om hoge temperaturen te meten dat hij "pyrometer" noemde; de werking ervan was echter gebaseerd op de uitzetting van een metalen staaf die wordt blootgesteld aan een warmtebron.